# Kasteel Spoelberch

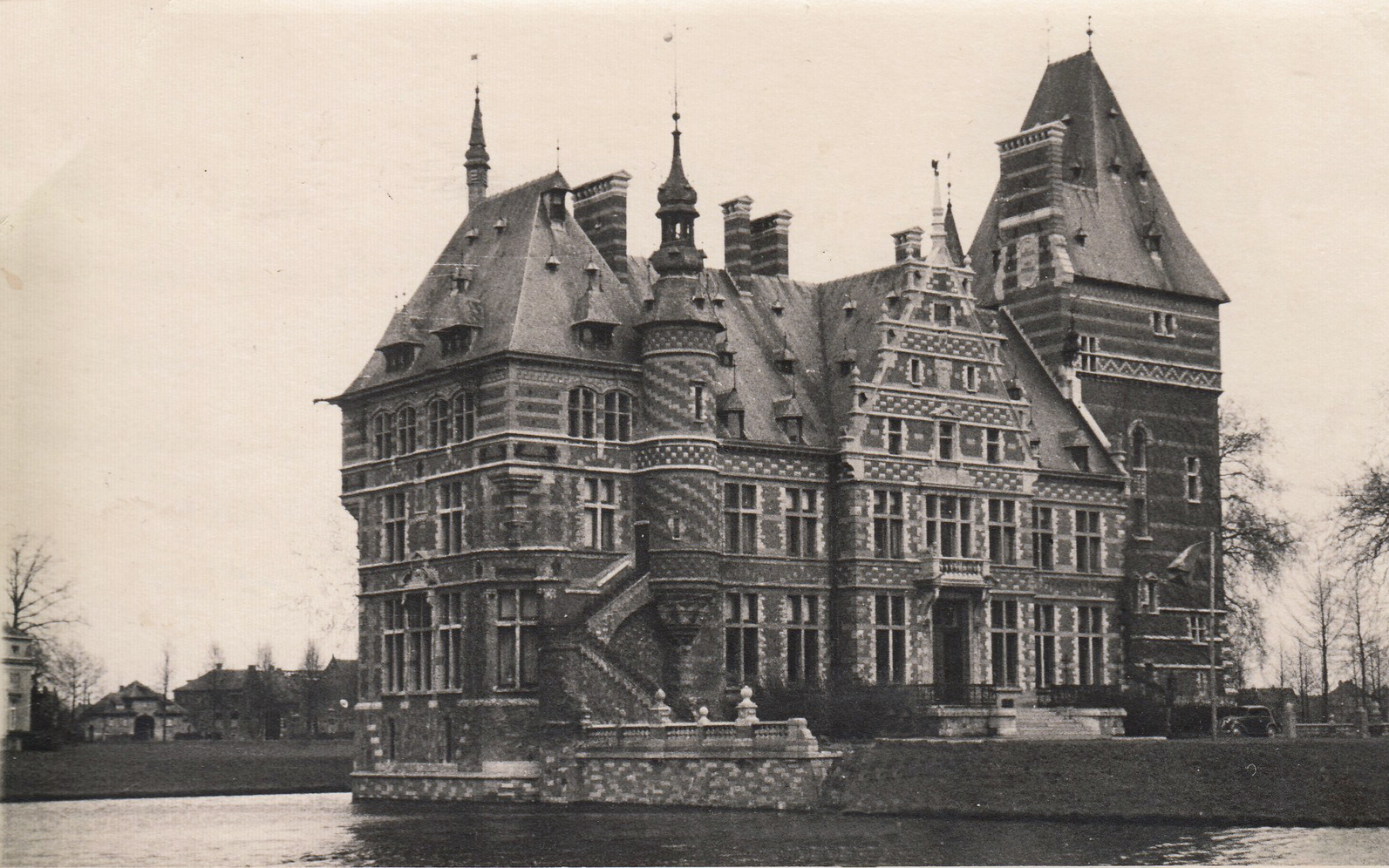
Vroeger kasteel de Spoelbergh te Wespelaar, gebouwd in 1882

:

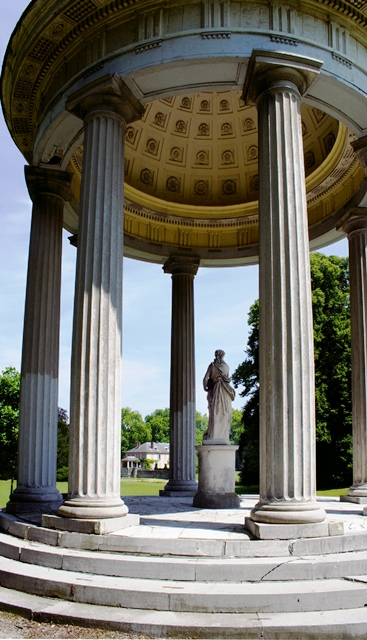
Floratempel

Het Kasteel Spoelberch is een voormalig kasteel in de tot de Vlaams-Brabantse gemeente Haacht behorende plaats Wespelaar, gelegen aan de Grote Baan 75-77. Het kasteel is vernoemd naar het geslacht De Spoelberch.

## Geschiedenis
In 1238 werd de heerlijkheid Overbeke voor het eerst vermeld. Als zetel bezaten de heren van Overbeke een tegenover de kerk gelegen terrein met daarop een mottekasteel. In 1796 werd dit casteel met syne dobbele wallen, met de stallingen, remisien, schuere ende voordere batimenten daerinne wesende, met de hovingen, vyvers, wandelingen, bosschen, dreven, boomgaard ende panden daer aen annex verkocht aan een aantal leden van de Leuvense brouwersfamilie Artois. Bij de koop was ook het patronaatsrecht en het tiendrecht van de parochie inbegrepen, maar dit werd enige maanden later afgeschaft.
In 1797 begon men met de aanleg van een Engelse tuin. Omstreeks 1845 werd het kasteel sterk verbouwd. In 1868 kwam het goed aan Edmond Willems. Deze liet in 1882 het oorspronkelijke kasteel afbreken en een nieuw kasteel bouwen naar ontwerp van Hendrik Beyaert. Dit was een enorm ingewikkeld kasteel in eclectische stijl. Omstreeks 1900 kwam het domein door huwelijk in bezit van Adolphe de Spoelberch. Het kasteel werd tussen 1947 en 1954 verhuurd aan de katholieke jeugdbeweging KSA. Daarna werd het weer betrokken door de familie De Spoelberch. Het Beyaertkasteel werd in 1954 echter afgebroken en vervangen door een landhuis.
De tuin, die ongeveer 14 ha groot is, is rijk aan follies waaronder een tempeltje, feitelijk een gloriëtte, voor Flora met een beeldje van Gilles-Lambert Godecharle dat in 1957 vervangen werd door een kopie. Verder is er een piramide, ontworpen door Ghislain Joseph Henry, welke symboliek in zich draagt van de vrijmetselarij. De piramide is ruim 6 meter hoog en gebouwd in zandsteen. Ook was er een zogeheten Elysium, dat talrijke beelden bevatte van klassieke goden. Er was ook een grote kunstmatige grot. Een en ander maakte de tuin in de 19e eeuw tot een interessante toeristische bestemming. Ook tegenwoordig is het park nog rijkelijk van follies voorzien. De beelden zijn echter kopieën van de oorspronkelijke.